# Belluno
 Ikke at forveksle med Belluno (provins).
Belluno er en italiensk by og provinshovedstad i det nordlige Veneto, hvor floderne Brenta og Ardo mødes. Byen har 35.938 indbyggere (31-12-2006). Der er jernbaneforbindelse sydpå til Padova og Treviso og nordpå til Calalzo di Cadore. Byen ligger i 390 meters højde med udsigt til høje bjerge.
Belluno blev grundlagt omkring år 200 f.Kr. som en romersk koloni og blev under kejser Augustus udbygget til en vigtig militærbase. I middelalderen hørte byen under longobarderne og senere under forskellige fyrstebiskopper, indtil den i 1404 blev underlagt Venezia. Da Napoleon besejrede Venezia kom den en kort overgang under Napoleon; men efter Napoleons fald blev byen i 1815 tildelt Østrig. I 1866 blev Belluno sammen med det øvrige Veneto en del af det nye kongerige Italien.
Byens centrum er Piazza dei Martiri med mange gamle paladser med buegange ud mod pladsen. I den sydlige del af byen er bevaret den gamle byport, Porta Ruga, fra 1100-tallet. På Piazza Duomo finder man flere gamle bygninger, bl.a. domkirken fra 1400-tallet med dåbskapel og kampanile. På pladsen ligger også middelaldertårnet, Torre Civica, fra 1100-tallet og renæssancepaladset, Palazzo dei Rettori, fra 1491, som tidligere var residens for Bellunos fyrster. En tredje central plads er Piazza del Mercato med mange gamle paladser med buegange og en fontæne fra 1410.